# نعوظ پس از مرگ
نعوظ پس از مرگ (انگلیسی: Death erection) اشاره به نعوظی‌ست که پس مرگ افراد رخ می‌دهد. از نظر علمی نوعی از پریاپیسم است. این حالت معمولاً در جنازه افرادی که -به‌ویژه با طناب دار- اعدام شده‌اند، دیده می‌شود.

## علت
علت این پدیده فشار ایجادشده بر مخچه توسط حلقه اعدام است.
مشخص شده‌است که آسیب‌های نخاعی با پریاپیسم همراه هستند.
آسیب‌های مخچه یا نخاع اغلب با پریاپیسم در بیماران زنده نیز همراه هستند.
مشاهده شده‌است که مرگ از طریق حلق آویز اعم از اعدام یا خودکشی بر اندام تناسلی زنان و مردان تأثیر می‌گذارد. در زنان، ممکن است لوب‌ها و کلیتوریس دچار لخته شوند و ممکن است ترشح خون از واژن وجود داشته باشد.
در حالی که در مردان، «حالت کمابیش کامل نعوظ آلت تناسلی مرد، با ترشح ادرار، مخاط یا مایع پروستات یک اتفاق مکرر است … که در یک مورد از هر سه مورد وجود دارد.»
سایر علل مرگ نیز ممکن است منجر به این عوارض شود، از جمله شلیک‌های مهلک اسلحه به سر، آسیب به رگ‌های اصلی خونی و مرگ شدید با مسمومیت. پریاپیسم پس از مرگ شاخصی است که نشان می‌دهد مرگ سریع و خشن بوده‌است.
در یک مورد گزارش شده از تایلند، پیش از آن تصور می‌شد که سیلدنافیل (ویاگرا) علت نعوظ مرگ در یک مرد ۶۴ ساله بوده‌است.